# Godyris gonussa
Godyris gonussa is een vlinder uit de familie Nymphalidae. De wetenschappelijke naam van de soort is voor het eerst geldig gepubliceerd in 1855 door William Chapman Hewitson.